# 레드 더스트 (1932년 영화)
레드 더스트(Red Dust)는 미국에서 제작된 빅터 플레밍 감독의 1932년 드라마, 멜로/로맨스 영화이다. 클라크 게이블 등이 주연으로 출연하였고 헌트 스트롬버그 등이 제작에 참여하였다.
2006년, 레드 더스트는 미국 국립영화등기부의 보존물로 선정되었다.

## 출연

### 주연
- 클라크 게이블
- 진 할로우

### 조연
- 진 레이몬드
- 매리 애스터
- 도널드 크리스프
- 툴리 마샬
- 포레스터 하비
- 윌리 펑

## 제작진
- 조감독: 휴 보스웰
- 의상: 아드리안